# DTPMP
Le DTPMP, ou acide diéthylènetriamine-pentaméthylènephosphonique, est un acide phosphonique agissant comme chélatant à l'instar du DTPA dont il est le phosphonate analogue. Il possède également une action anti-corrosion.
Il est généralement distribué sous forme de sels dans la mesure où la forme acide est très faiblement soluble dans l'eau et tend à cristalliser à concentration élevée. Il prévient très efficacement la précipitation du sulfate de baryum BaSO4.
Il possède de meilleures propriétés anti-corrosion dans les environnements très basiques et à température élevée que les autres phosphonates.